# 中根大樹
中根 大樹（なかね たいじゅ、1992年6月25日 - ）は、東京都出身の俳優、元子役。舞夢プロ所属。身長171cm。体重58kg。

## 出演

### 映画
- 雨あがる（2000年） - 宿屋の子供 役
- 半落ち（2004年） - 書道教室の生徒 役
- きみの友だち（2008年）
- DOG×POLICE 純白の絆（2011年） - 男子高校生 役
- リアル鬼ごっこ3 〜NEW GAME〜（2012年） - サトシ 役
- 講談少年パパンパン -中学生 役
- 桜の季節 (2018年) - 主人公 宮山健 役

### テレビドラマ
- 私の青空2002 第1話（2002年） - 杉原俊太 役
- 真夜中の雨 第6話「彼が動き出す」・第7話「父の深い衝撃」（2002年）
- 新・天までとどけ5（2004年）
- 外科医零子3 ハートの時効（2004年） - 山中 役
- 弟 第1話「父の背中」（2004年）
- ウルトラマンメビウス 第32話「怪獣使いの遺産」（2006年） - 佐久間良 役
- セクシーボイスアンドロボ（2007年） - クラスメート 役
- DRAMATIC-J バースデイ〜誕生日におこった4つの物語（2008年） - 藤原 役
- 華麗なるスパイ 第1話「前科13犯懲役30年! 天才詐欺師が七変化!! 暴走バス大爆破に秘めた女子高生の愛と罠」（2009年） - 男子生徒 役
- 高校生レストラン（2011年） - 清水正太郎 役
- パンドラIII　革命前夜 第1話（2011年） - 18歳の湯田 役
- 平清盛（2012年） - 藤原兼長 役
- ティーンコート 第3話「女子高生痴漢裁判」（2012年） - 剣道部員 役
- 仮面ティーチャー（2013年） - 川畑康志 役
- 山田くんと7人の魔女 第2話「トリコ」（2013年） - 男子生徒 役
- ぴんとこな 第6話「歌舞伎界追放!! 未来が今、閉ざされる」（2013年） - 歌舞伎役者 役
- 弱くても勝てます〜青志先生とへっぽこ高校球児の野望〜（2014年） - 秋風優介 役

### WEBドラマ
- 神児遊助のげんきのでる恋（2009年） - 不良高校生 役
- こころポートレート（2013年） - 悠太 役
- コレカラ - ナツ 役

### 舞台
- ラストスクラム（2013年）

### CM
- JTBグループ・「感動のそばに、いつも。」（2012年） - 大学生 役

### スチール
- 貞静学園・「貞静学園入学案内パンフレット」